# Hugo Simm
Hugo Simm (* 20. Februar 1890 in Dessendorf, Königreich Böhmen; † 17. November 1966 in Creußen) war ein tschechoslowakischer Abgeordneter der deutschen Minderheit.

## Leben
Simm war der Sohn eines Glaswarenerzeugers. Er besuchte die Volksschule und die Prager Lehrerbildungsanstalt, 1911 erhielt er die Lehrbefähigung für Volksschulen, 1913 diejenige für Bürgerschulen in den Fächern Geschichte, Deutsch und Geographie. Simm erlangte daneben die Lehrbefähigung für Mittelschulen in Stenographie. Er war in verschiedenen Schulen im Gebiet Gablonz als Lehrer tätig.
Schon als Jugendlicher trat er in die nationale sudetendeutsche Arbeiterbewegung ein. Im Ersten Weltkrieg leistete er von 1916 bis 1918 Kriegsdienst. 1918 trat er der Deutschen Nationalsozialistischen Arbeiterpartei der Tschechoslowakei (DNSAP) bei, für die er 1920 im Wahlkreis Reichenberg-Gablonz in das Abgeordnetenhaus der Tschechoslowakei gewählt wurde. 1933 gründete er die Sudetendeutsche Parlamentarische Vereinigung mit. Im Oktober 1933 trat Simm aus der DNSAP aus, im November wurde sein Mandat aberkannt. Simm entwickelte sich zum Gegner der Sudetendeutschen Partei und missbilligte den reichsdeutschen Nationalsozialismus. Nach dem deutschen Einmarsch ins Sudetenland wurde er aus dem Staatsdienst entlassen, 1939 wurde sein Antrag auf Aufnahme in die NSDAP abgelehnt. 1942/43 wurde er als Lehrer reaktiviert, später wurde er Schulinspektor für die deutschen Schulen im Protektorat.
Nach 1945 gründete Simm 1948 in Bayern eine Volkshochschule. Er war Ehrenbezirksobmann der Sudetendeutschen Landsmannschaft in Oberfranken, Mitglied des Kreistages Pegnitz und des Bezirkstages Oberfranken.

## Veröffentlichungen
- Der Teufelsstein: Ein Beitrag zur grösseren Würdigung dieses Naturdenkmals. Selbstverlag, Seidenschwanz 1929.
- Seidenschwanz: Aus schweren Tagen; Erinnerungen an Begebnisse aus der Zeit des grossen Krieges. Selbstverlag, Seidenschwanz 1929.
- Die deutsche Schule in der Tschechoslowakei: Eine Kritik des Schulvoranschlages 1930. Ein dringlicher Appell nach nationaler Selbstverwaltung im Schulwesen. Selbstverlag, Gablonz a.N. 1930.
- Gedenkrede zum 4. März. Volkswehr-Verlag, Gablonz 1930.
- Fragen des deutschen Staatsangestellten im tschechoslowakischen Staate: Nationalpolitische und sozialwirtschaftliche Folgen staatlicher Beamtenpolitik (Rede gehalten in der 145. Sitzung des Abgeordnetenhauses der Prager Nationalversammlung. vom 24. Nov. 1931), Selbstverlag, Gablonz 1932.
- Seidenschwanz: aus vergangenen Tagen; ortsgeschichtliche Begebnisse aus drei Jahrhunderten; für Schule und Haus. 2 Bd., Selbstverlag, Seidenschwanz b. Gablonz 1934–1935.
- Um Schule, Scholle, Arbeitsplatz. Erinnerungen eines sudetendeutschen Parlamentariers. Sudetendeutsche Landsmannschaft, Bezirksgruppe Oberfranken, Bayreuth 1968.